# Autoritratto (Monet)
Autoritratto è un dipinto a olio su tela (70x55 cm) realizzato nel 1917 dal pittore francese Claude Monet. È conservato nel Museo d'Orsay di Parigi.
Monet eseguì questo ritratto all'età di 77 anni.